# NGC 1

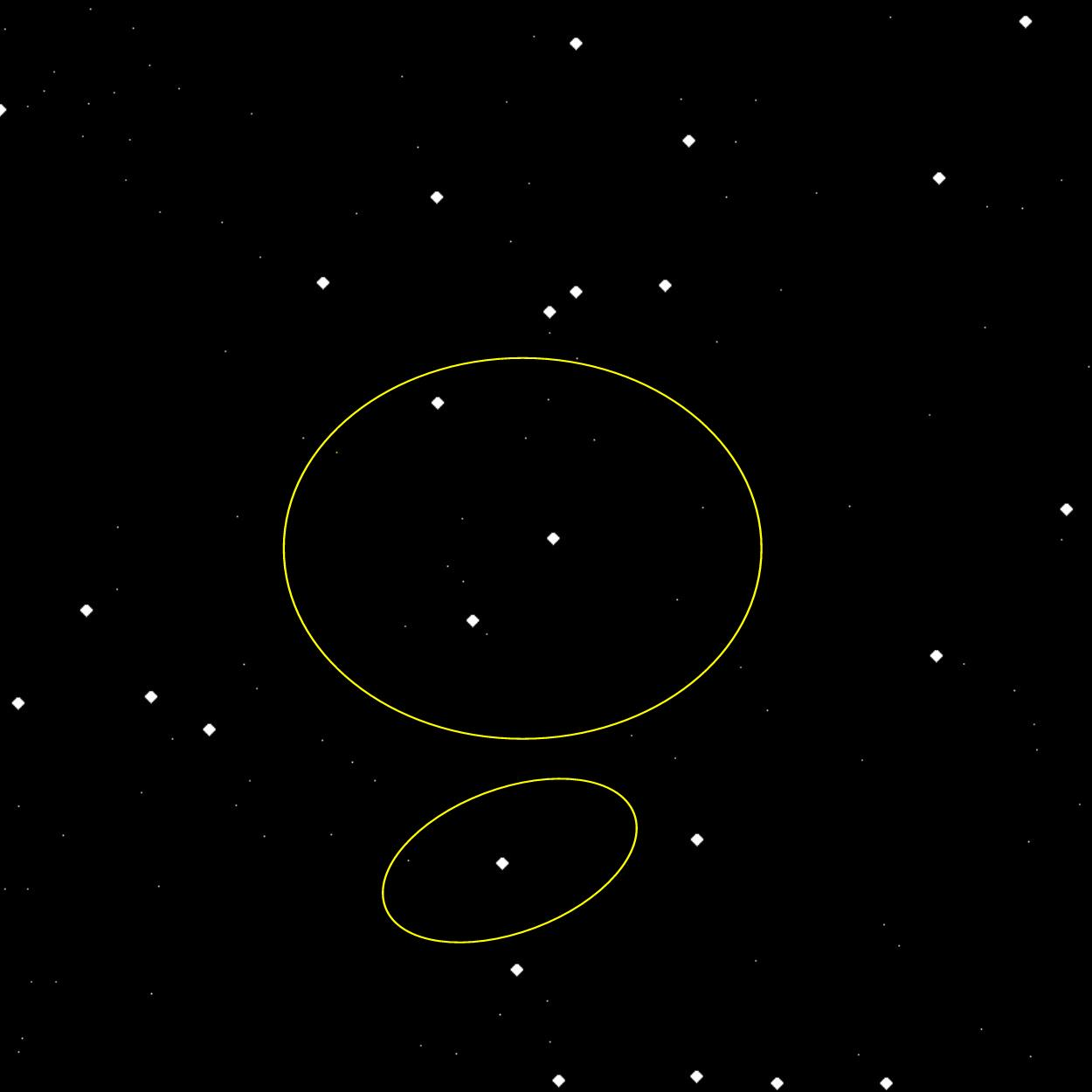
NGC 1 (centru) și NGC 2 (dedesubt)

NGC 1 este o galaxie spirală localizată la 190 de milioane de ani-lumină depărtare, în constelația Pegasul. Cu circa 90.000 de ani-lumină în diametru, este doar puțin mai mică decât Calea Lactee. După cum sugerează și numele, este primul obiect astronomic listat de New General Catalogue (NGC). După coordonatele utilizate în perioada realizării catalogului (1860), acest obiect avea cea mai mică ascensie dreaptă dintre toate obiectele listate de catalog, astfel fiind primul listat când obiectele au fost aranjate după ascensia dreaptă. De atunci, coordonatele s-au mai schimbat, iar acest obiect nu mai are cea mai mică ascensie dintre obiectele NGC. 

## Legături externe
- NGC 1 la WikiSky: DSS2, SDSS, GALEX, IRAS, Hydrogen α, X-Ray, Astrophoto, Sky Map, Articole și imagini
- SEDS

Coordonate:  00h 07m 15.86s, +27° 42′ 29.7″